# Le Martyre de Sainte-Maxence
Pour plus de détails, voir Fiche technique et Distribution.
Le Martyre de Sainte-Maxence est un film français réalisé par Donatien, sorti en 1928.

## Fiche technique
- Titre : Le Martyre de Sainte-Maxence
- Réalisation : Émile-Bernard Donatien
- Scénario : Émile-Bernard Donatien, d'après le roman d'Eugène Barbier
- Photographie : Jéhan Fouquet
- Décors : E.B. Donatien
- Pays de production :  France
- Durée : 80 minutes
- Restauration Archives françaises du film du CNC
- Date de sortie : 
  - France : 23 mars 1928

## Distribution
- Lucienne Legrand : Maxence
- Thomy Bourdelle : Sartorek
- Raoul Chennevières : Théobald
- Berthe Jalabert : Rosébie
- Pierre Simon : Lucinius
- Georges Péclet : Michel Brabance
- Suzanne Talba : la favorite
- Lionel Salem : Hugues Valence